# SK Herdersem
SK Herdersem is een Belgische voetbalclub uit Herdersem bij Aalst . De club werd in 1968 opgericht en sloot bij de KBVB aan in augustus 1969. Oorspronkelijk speelde de club op een terrein in het centrum van het dorp, maar nadien week men uit naar het huidige terrein dat in 1997 met steun van sponsors door de club  werd aangekocht.

## Geschiedenis
De club begon in 1969 in de nieuw ingevoerde Vierde Provinciale en groeide vanaf midden jaren zeventig uit tot een club die in aanmerking kwam voor promotie naar Derde Provinciale. 
In 1976, 1978 en 1980 strandde de club telkens op de tweede plaats, maar in 1981 lukte het dan toch, Herdersem werd kampioen in Vierde Provinciale H en mocht voor het eerst naar Derde Provinciale.
SK Herdersem speelde vier seizoenen in Derde Provinciale, maar moest toen terug naar de onderste provinciale reeks. 
In 1992 mocht opnieuw een promotie naar Derde Provinciale worden gevierd, ook ditmaal duurde het verblijf vier seizoenen.
In 1997 volgde een nieuwe promotie, nu voor vijf seizoenen. 
Tussen 2002 en 2010 belandde SK Herdersem weer in Vierde Provinciale, hierop volgden drie seizoenen Derde Provinciale tot in 2013 een zoveelste degradatie naar Vierde Provinciale volgde.
Na zes seizoenen in de laagste provinciale reeks, keerde Herdersem in 2019 naar Derde Provinciale terug, waar de club in 2019-2020 in de middenmoot eindigde.